# Заброди (Богодухівський район)
Заброди́ — село у Богодухівській міській громаді Богодухівського району Харківської області України.

## Географія
Село Заброди знаходиться на лівому березі річки Мерла за 4 км від міста Богодухів. Нижче за течією примикає село Воскобійники, вище — Філатове. На протилежному березі розташовані села Пісочин і Шийчине.

## Історія
- 1794 рік — дата заснування (за деякими даними 1864 р.).

Село постраждало внаслідок геноциду українського народу, проведеного урядом СССР в 1932—1933 роках, кількість встановлених жертв у Забродівській сільській раді — Заброди, Лозова, Новоселівка, Філатове — 459 людей.
12 червня 2020 року, відповідно до розпорядження Кабінету Міністрів України № 725-р «Про визначення адміністративних центрів та затвердження територій територіальних громад Харківської області», село увійшло до Богодухівської міської громади.
19 липня 2020 року, в результаті адміністративно-територіальної реформи та ліквідації Богодухівського району (1923—2020), село увійшло до складу новоутвореного Богодухівського району Харківської області.

## Відомі люди
- Село Заброди — батьківщина історика, академіка АН України Петра Тимофійовича Тронька. За його ініціативою і під його керівництвом у 1962–1983 роках було здійснено незвичайне 26-томне видання «Істрії міст і сіл Української РСР».

## Інфраструктура
- Поштове відділення: Забродівське
- Забродівська загальноосвітня школа І-ІІ ступенів[4]